# Kalkkarse
Kalkkarse (Arabis) er en planteslægt. Den indeholder følgende arter:
| Arter |

- Tårnurt (Arabis glabra)
- Brækalkkarse (Arabis arenicola)
- Fjeldkalkkarse (Arabis alpina)
- Glat kalkkarse (Arabis hirsuta var. glaberrima)
- Klippekalkkarse (Arabis holboellii)
- Krybende kalkkarse (Arabis procurrens)
- Stivhåret kalkkarse (Arabis hirsuta)
- Tætbladet kalkkarse (Arabis planisiliqua ssp. nemorensis)